# Mi minor
Mi minor este o gamă minoră bazată pe Mi, compusă din Mi, Fa♯, Sol, La, Si, Do și Re. Armura sa are un diez, pe Fa. Gama sa minoră relativă este Sol major și gama sa majoră paralelă este Mi major.
Gama naturală Mi minor este:
O mare parte a repertoriului de chitară clasică este în Mi minor, aceasta fiind o tonalitate foarte naturală pentru instrument. În acordajul standard (Mi La Re Sol Si Mi), patru dintre cele șase corzi deschise (neacordate) ale instrumentului fac parte din acordul tonic. Gama Mi minor este, de asemenea, populară în muzica heavy metal, deoarece tonica sa este cea mai joasă notă pe o chitară acordată standard.

## Acorduri de grad de scară
Acordurile gradului de gamă din Mi minor sunt:
- Tonic – Mi minor
- Supertonic – Fa♯ diminuat
- Mediant – Sol major
- Subdominant – La minor
- Dominant – Si minor
- Submediant – Do major
- Subtonic – Re major